# Skyler Davenport
Skyler Davenport (* in Madison (Wisconsin)) ist US-amerikanischer Nationalität und arbeitet im Schauspiel- und Synchronisationsbereich.

## Leben
Skyler Davenport wurde mit dem Namen Katherine geboren, änderte den Namen aber mit ihrem 18. Lebensjahr in Skyler. Davenport begann ab 2004, Sprechrollen in Videospielen und Animeserien zu übernehmen. 2016 wurde Davenport bei den BTVA Voice Acting Awards als Breakthrough Voice Actress of the Year nominiert.
2021 übernahm Davenport die Hauptrolle in dem kanadischen Film See for Me und spielt in diesem die Rolle einer blinden Frau, die in einer Villa von Einbrechern überrascht wird. Die Filmemacher hatten hinsichtlich der Besetzung mehrere Jahre gesucht, da sie die Rolle mit einer blinden oder sehbehinderten Person besetzen wollten. Davenport selbst erblindete im Jahr 2012, als aufgrund einer hemiplegischen Migräne ein Schlaganfall ausgelöst wurde.
Skyler Davenport identifiziert sich als nichtbinär.

## Filmografie
- 2016: Morde, die Schlagzeilen machten
- 2017: Young Adult (Kurzfilm)
- 2021: See for Me